# Wierzbowa Śląska
Wierzbowa Śląska – obecnie przystanek osobowy w miejscowości Wierzbowa w Polsce, na Dolnym Śląsku, a wcześniej od 1875 roku stacja kolejowa.
Stacja była zlokalizowana  w miejscowości Wierzbowa (wówczas:  Rückenwaldau),  w powiecie bolesławieckim.

## Ruch pasażerski
| Rok   | Wymiana pasażerska |
| ----- | ------------------ |
| 2017  | 20-49              |
| 2023. | 20-49              |

## Historia
Stacja była wyposażona -między innymi:   w dwa tory główne (w 1945 jeden tor zdemontowano), oraz w  jeden tor  dodatkowy z rampą,  semafory kształtowe, a także  w dwie nastawnie: nastawnię wschodnią - dysponującą, zespoloną z głównym budynkiem dworca,  oraz w  nastawnię zachodnią - wykonawczą  (po niej już dziś nie ma śladu), która  znajdowała się około 1 km na zachód - w kierunku stacji Studzianka.  Stacja w pełnym zakresie funkcjonowała do lat 60. XX wieku.  Zaś dodatkowy tor boczny z   rampą  wyładunkową/załadunkową, obsługujący  zakłady pracy, które wówczas prężnie działały w Wierzbowej (głównie zakład metalurgiczny, składnica drewna, tartak, zakład betoniarski), czynny był do połowy lat 70. XX wieku, po czym przez lata był dewastowany, a około roku 1997 został definitywnie rozebrany.   Kasa biletowa czynna była dokładnie do 31 grudnia 1999 roku. Stacja wyposażona była również w szlabany uruchamiane ręcznie -  które na przełomie 1989/1990 zostały zastąpione samoczynną sygnalizacją świetlną.
Przed ostatnią wojną, linia Berlin - Żagań - Wierzbowa Śląska - Legnica - Wrocław (Kolej Dolnośląsko-Marchijska), czyli obecnie linia kolejowa nr 275,  przystosowana była prędkości maksymalnej 160 km/h. Najważniejsze pociągi z Berlina do Wrocławia, i dalej m.in. do Krakowa i Wiednia (pociągi sypialne), kursowały przez Wierzbową.  Kursował tędy  również superszybki pociąg Latający Ślązak z Berlina do Bytomia  (1936 - 1939). Zaś wcześniej, w latach 1916 - 1918, linią przez Wierzbową kursował tzw. "Pociąg Bałkański" (Balkanzug) relacji: Berlin -Guben - Żagań - Legnica - Wrocław -  Opole - Racibórz - Galanta -  Budapeszt - Belgrad - Konstantynopol - wojenny substytut Orient Expressu (zawieszonego z racji  I wojny Światowej). Natomiast  w latach 1900 - 1902, kursował tędy pociąg  (grupa wagonów), relacji Berlin - Konstantynopol, który na stacji Budapest przyłączany był do głównego pociągu  (składu)  Orient Expressu.
Generalnie,  pospieszne i ekspresowe pociągi  nie zatrzymywały się w Wierzbowej. Na stacji Wierzbowa Śląska  (wcześniej Rückenwaldau), zatrzymawały się   wszystkie pociągi  osobowe, relacji Wrocław/Legnica - Żagań/Lubsko, a także  osobowe z Berlina do Wrocławia  (Import: Kursbuch 1944/45).

## II wojna światowa
W czasie II wojny światowej w Wierzbowej (Rückenwaldau),   dla zabezpieczenia i utrzymania technicznego  niezmiernie newralgicznej wówczas magistrali  Berlin - Wrocław (później Festung Breslau),  która przebiegała m.in. przez  stację Wierzbowa  Śląska,  Niemcy utworzyli tu specjalną grupę roboczą - Arbeitskommando 10001, która była filią obozu jenieckiego  Stalag VIII A Goerlitz.
Grupa ta składała się z około 45 jeńców, głównie alianckich, w tym z komandosów z  brytyjskiej formacji militarnej  - Pustynnej Grupy Dalekiego Zwiadu. Jeńcy byli "codziennie pędzeni po kilkanaście kilometrów w stronę wschodnią, i kilkanaście kilometrów w stronę zachodnią, do codziennej harówki przy torach.
Dnia 9 lutego 1945 roku, w godzinach wczesnorannych, gdy od strony wschodniej zbliżały się już wojska radzieckie, niemieccy strażnicy,  dokonali likwidacji podobozu, i  w okolicy stacji kolejowej w Wierzbowej rozstrzelali jeńców. Większość zginęła na miejscu, jednak niektórzy ranini przeżyli i dali świadectwo tym wydarzeniom

## Okres powojenny
W latach 1998/1999, w konsekwencji usilnych wystąpień jednego z byłych mieszkańców Wierzbowej do parlamentarzystów i Ministra Transportu wprowadzono tu postój pociągu pospiesznego "Bóbr" relacji Żary - Wrocław - Żary (Telegram PKP: Poprawka do RJP 1998/1999) -  co było przedmiotem licznych, kontrowersyjnych publikacji medialnych.
Obecnie stacja Wierzbowa Śląska została przemianowana do roli przystanku osobowego, i jest to jeden z  nielicznych przystanków osobowych  w Polsce, na którym zatrzymywały się pociągi pospieszne.
Aktualnie  (2007/2008), przez Wierzbową Śląską przejeżdża 5 par  pociągów pasażerskich, tj.: EuroCity "Wawel", relacji Kraków - Berlin - Hamburg - i z powrotem (bez zatrzymania). Nadto kursują i zatrzymują się tu pociągi osobowe relacji:
Żagań - Wrocław; 
Zielona Góra - Legnica; 
Żagań - Legnica;
Żary - Legnica;  - i z powrotem.